# Max McNab Trophy
Die Max McNab Trophy war eine Eishockeytrophäe, die von der Central Hockey League (CHL) zwischen 1977 und 1984 jährlich an den wertvollsten Spieler der Playoffs um den Adams Cup verliehen wurde.
Die Auszeichnung, die zur Saison 1976/77 eingeführt wurde, wurde nach Max McNab benannt, der zwischen 1974 und 1975 als Präsident der CHL fungierte.

## Gewinner
| Jahr    | Spieler       | Team                    |
| ------- | ------------- | ----------------------- |
| 1983/84 | Grant Ledyard | Tulsa Oilers            |
| 1982/83 | Bruce Affleck | Indianapolis Checkers   |
| 1981/82 | Kelly Hrudey  | Indianapolis Checkers   |
| 1980/81 | Don Murdoch   | Wichita Wind            |
| 1979/80 | Doug Grant    | Salt Lake Golden Eagles |
| 1978/79 | Curt Ridley   | Dallas Black Hawks      |
| 1977/78 | John Anderson | Dallas Black Hawks      |
| 1976/77 | Bill McKenzie | Kansas City Blues       |